# Hyperbaena acutifolia
Hyperbaena acutifolia är en tvåhjärtbladig växtart som beskrevs av Nathaniel Lord Britton. Hyperbaena acutifolia ingår i släktet Hyperbaena och familjen Menispermaceae. Inga underarter finns listade i Catalogue of Life.